# Llacuna de San Rafael
La llacuna de San Rafael és un llac costaner localitzat a la Regió d'Aisén, Xile. Té 123 km² de superfície, i és dins del Parc Nacional Laguna San Rafael. Al nord, la llacuna es connecta amb el canal Moraleda a través de diversos golfs i aiguamolls. Al sud i a l'est limita amb l'istme d'Ofqui i la península de Taitao. Al sud de la llacuna es troben els Camps de Gel Patagó Nord.
La llacuna és d'origen periglacial, ja que es va formar pel retrocés de la glacera de San Rafael, a la capçalera del camp de gel patagó nord. Avui és una important destinació turística: diversos vaixells salpen cada dia des de Puerto Chacabuco i Puerto Monttcap als voltants de la llacuna per contemplar la bellesa de l'entorn natural i veure el gel desmembrar-se de la glacera.